# Kempferhof Classic 2007
De Kempferhof Classic was een golftoernooi van de EPD Tour. Het toernooi werd van 2-4 april 2007 gespeeld op Le Kempferhof Golf Club.
Aan het toernooi deden 132 spelers mee onder wie 51 Nederlanders van wie er vijf in de top-10 eindigden. Didier De Vooght was de beste Belg, hij eindigde op de 11de plaats.

## Top-10
Tino Schuster won in 2007 de Order of Merit, Taco Remkes werd 2de, Damian Ulrich 3de.
|    | Winnaar              | Score | Score | Prijzengeld |
| -- | -------------------- | ----- | ----- | ----------- |
| 1  | Niels Kraaij         | 214   | -2    | € 2.887,50  |
| 2  | Damian Ulrich        | 216   | par   | € 1.662,50  |
| 3  | Mark Grabow Schytter | 217   | +1    | € 962,50    |
| T4 | Tino Schuster        | 218   | +2    | € 793,33    |
| T4 | Taco Remkes          | 218   | +2    | € 793,33    |
| T4 | James A Ruth         | 218   | +2    | € 793,33    |
| T7 | Joost Luiten         | 220   | +4    | € 651,88    |
| T7 | Grant Jackson        | 220   | +4    | € 651,99    |
| T9 | John Boerdonk        | 221   | +5    | € 567,00    |
| T9 | John Bleys           | 221   | +5    | € 567,88    |